# Чорний ринок
«Чорний» ринок (англ. Black Market) — нелегальний ринок товарів та послуг; органічний складовий елемент тіньової економіки. Як економічне явище, чорний ринок є індикатором кризи національної економіки, або її торгівельного законодавства; неможливості задоволення купівельного попиту легальним шляхом.
Залежно від соціально-економічного устрою кожної країни та її законодавства, на подібному ринку як правило продаються-купуються товари, якими неможливо торгувати відкрито, офіційно.

## Визначення

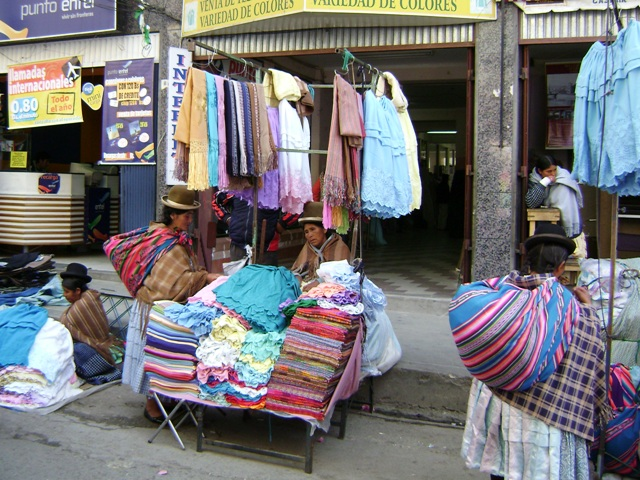
Меркадо Негро, так званий «чорний ринок», у Ла-Пасі, Болівія

У літературі, присвяченій чорному ринку, не вироблено єдиної термінології, натомість пропонується багато синонімів, зокрема: підземний, прихований, сірий, тіньовий, неформальний, підпільний, нелегальний, неспостережуваний, непідзвітний, незареєстрований, другий, паралельний і чорний.
Не існує єдиної тіньової економіки, їх багато. Ці тіньові економіки всюдисущі, вони існують як у країнах з ринковою економікою, так і в країнах з централізованим плануванням, як у розвинених, так і в тих, що розвиваються. Ті, хто займається тіньовою діяльністю, обходять, уникають або виключаються з інституційної системи правил, прав, норм і покарань, які регулюють діяльність формальних агентів, що беруть участь у виробництві та обміні. Різні види підпільної діяльності розрізняють відповідно до конкретних інституційних правил, які вони порушують:
- Нелегальна економіка
- Незареєстрована економіка
- Неврахована економіка
- Неформальна економіка

«Нелегальна економіка» складається з економічної діяльності, що здійснюється з порушенням правових норм, які визначають сферу законних форм комерції. Учасники нелегальної економіки виробляють та розповсюджують заборонені товари та послуги, такі як наркотики, зброя та проституція.

## Чорний ринок у неліберальних країнах
Так, наприклад, в СРСР була державна монополія на торгівлю алкогольними напоями, на обмін валюти, торгівля будь-якими промисловими товарами. Приватна торгівля дозволялася тільки на дрібну сільськогосподарську продукцію (на «колгоспних» ринках), та приватні послуги на кшталт ремонту взуття. Вся інша приватна підприємницька діяльність та торгівля в цілому переслідувалася за радянським «соціалістичним» законодавством і легально існувати не могла. Так само як і в інших авторитарних та тоталітарних країнах, де відсутня ліберальна економіка. В СРСР головним чинником тіньової економіки та чорного ринку був загальний хронічний дефіцит товарів первинного попиту та послуг. Особливо дефіцит на якісні («імпортні») товари, які не вироблялися в СРСР, але вироблялися в країнах Заходу.

## Чорний ринок у ліберальних країнах
У 1930-х роках в США, під час дії «сухого закону», алкогольні напої можна було придбати тільки підпільно, на «чорному ринку». Чорний ринок на продукти повсякденної необхідності деякий повоєнний час, до відбудови економіки, розквіт у всіх країнах Європі у наслідок розрухи Першої та Другої світової війни.
У деяких сучасних розвинених країнах із-за законодавчої заборони на «чорному ринку» можуть продаватися: наркотики, зброя, органи людського тіла; надаватися такі послуги, як проституція, азартні ігри, спортивні тоталізатори тощо. У інших розвинених країнах навпаки — торгівля зброєю (переважна більшість штатів США), наркотиками (легкі наркотики — Нідерланди) або проституція (Німеччина, Нідерланди) офіційно дозволені.